# Densetsu Kyojin Ideon
Densetsu Kyojin Ideon (jap. 伝説巨神イデオン, auch bekannt als Space Runaway Ideon) ist eine Anime-Fernsehserie aus den Jahren 1980 und 1981, die vom Studio Sunrise produziert wurde. Der Serie folgten zwei Filme, einer als Zusammenfassung der Serie und der andere als alternatives Ende, sowie Auftritte der Figuren in einem Manga und Videospielen.

## Inhalt
Im Jahr 2300 erforschen die Menschen den fernen Planeten Solo. Dort finden sie den mächtigen Mecha Ideon, der aus drei Teilen besteht, die auch allein schon Kampfmaschinen sind, und ein fortschrittliches Raumschiff. Während der Erkundung von Solo erreicht auch ein anderes Volk Solo, der Buff-Clan. Diese sind auf der Suche nach Ideon und dem Schiff und sehen die Menschen von der Erde als Angreifer. So greifen sie die Städte der Menschen auf Solo selbst an und vernichten diese schließlich. Doch können einige Menschen im Solo-Schiff fliehen, darunter Cosmo Yūki, Kasha Imhof und Bes Jordan, die gelernt haben, den Mecha zu steuern. Auch Karara vom Buff-Clan, die für eine Siedlerin gehalten wird, kommt mit auf das Schiff. Zwar wird ihre Identität entdeckt, doch lässt man sie leben. Die Flucht vor dem Buff-Clan, der sie immer wieder angreift, kommen sie schließlich zurück zur Erde, wo der letzte Kampf stattfindet.

## Produktion und Veröffentlichung
Die Serie wurde unter der Regie von Yoshiyuki Tomino, der auch maßgeblich an der Idee zur Serie beteiligt war, beim Studio Sunrise produziert. Die Drehbücher schrieben Sukehiro Tomita, Jiyu Watanabe und Arata Koga. Für das Charakterdesign war Tomonori Kogawa verantwortlich, der auch die Animationsleitung innehatte, während die künstlerische Leitung bei Mitsuki Nakamura lag. Insgesamt wurden 39 Folgen mit je 25 Minuten Länge produziert. Die ursprünglich geplanten Folgen 40 bis 43 wurden nicht produziert.
Die Erstausstrahlung fand beim japanischen Sender TV Tokyo vom 8. Mai 1980 bis zum 30. Januar 1981 statt.

### Synchronsprecher
| Rolle        | Japanische Stimme (Seiyū) |
| ------------ | ------------------------- |
| Cosmo Yūki   | Yoku Shioya               |
| Kasha Imhof  | Fuyumi Shiraishi          |
| Bes Jordan   | Hideyuki Tanaka           |
| Karara       | Keiko Toda                |
| Doba Ajiba   | Takkō Ishimori            |
| Haruru Ajiba | Yōko Asagami              |

### Musik
Den Soundtrack der Serie komponierte Kōichi Sugiyama. Das für den Vorspann verwendete Lied Fukkatsu no Ideon (復活のイデオン) wurde von Isao Taira gesungen. Der Abspann wurde unterlegt mit Cosmos ni Kimi to (コスモスに君と, Kosumosu ni Kimi to) von Keiko Toda.

## Adaptionen
Am 10. Juli 1982 kamen zwei Filme zur Serie in die japanischen Kinos, die hintereinander gezeigt wurden. Der erste, Densetsu Kyojin Ideon: Sesshoku-hen (伝説巨神イデオン 接触篇), ist ein Zusammenschnitt der Fernsehserie. Densetsu Kyojin Ideon: Hatsudō-hen (伝説巨神イデオン 発動篇), der zweite Film, zeigt ein alternatives Ende der Serie. Tomino wurde bei den Filmen von Toshifumi Takizawa bei der Regie unterstützt.
1992 erschien ein Crossover mit dem Gundam-Universum in Form des Mangas Kidō Senshi vs. Densetsu Kyojin: Gyakushū no Gigantis (機動戦士VS伝説巨神 逆襲のギガンティス). Geschrieben und gezeichnet von Yuichi Hasegawa erschien er bei Bandai Visual. Die Hauptfiguren und der Mecha von Ideon treten auch in zwei Spielen der Spieleserie Super Robot Wars. Diese sind Super Robot Wars F Final von 1995 und 3rd Super Robot Wars Alpha von 2005.

## Rezeption
In der Anime Encyclopedia werden Parallelen zwischen dem Konzept von Ideon und dem Gundam-Franchise gezogen, welches ebenso von Yoshiyuki Tomino und Sunrise erfunden wurde. Obwohl man bei Ideon noch mehr auf ungeheuer mächtige und irrwitzige Waffen setzte, wurde Gundam wesentlich erfolgreicher. Der Anime beeinflusste die in den 1990er Jahren sehr erfolgreiche Serie Neon Genesis Evangelion. Deren Charakterdesigner Yoshiyuki Sadamoto sagte, in der Konzeptphase sei viel darüber gesprochen worden, eine Serie wie Ideon zu machen. So sei die Handlung von Evangelion ähnlich konstruiert und die Organisation NERV sei von der Besatzung des Solo-Raumschiffes inspiriert. Auch die Idee der von Kindern gesteuerten, manchmal außer Kontrolle geratenden Roboter sei von Ideon übernommen worden.